# Saint-Genis-Pouilly
Saint-Genis-Pouilly ist eine französische Kleinstadt mit 14.584 Einwohnern (Stand 1. Januar 2022) im Département Ain in der Region Auvergne-Rhône-Alpes. Sie ist Mitglied im Gemeindeverband Pays de Gex Agglo.

## Geografie
Die Kleinstadt Saint-Genis-Pouilly liegt an der Grenze zur Schweiz, neun Kilometer nordwestlich der Genfer Innenstadt. Unmittelbar westlich von Saint-Genis-Pouilly erhebt sich mit dem Crêt de la Neige der höchste Gipfel des Juras. Der Osten der Gemeinde liegt über dem Kernforschungszentrum CERN.
Nachbargemeinden von Saint-Genis-Pouilly sind Chevry im Nordosten, Prévessin-Moëns im Osten, Satigny (Schweiz) im Süden, Thoiry im Südwesten, Sergy im Westen sowie Crozet im Nordwesten.

## Geschichte
Bei der Mühle des Ortes wurde im Jahr 1821 ein Depotfund aus römischer Zeit, der Schatz von Saint-Genis, entdeckt.
Früher hieß die Gemeinde Pouilly-Saint-Genis (oder Saint-Genix). Erst 1887 wurde der heute gültige Ortsname festgelegt. Im Lauf der Jahrhunderte wurde Saint-Genis größer und bedeutender, es war ein Post-Relais, aber erst mit dem Bau des CERN Mitte der 1960er Jahre begann der Aufschwung zur blühenden Kleinstadt.

## Bevölkerungsentwicklung
Mit 14.584 Einwohnern (Stand 1. Januar 2022) ist Saint-Genis-Pouilly die sechstgrößte Gemeinde des Département Ain. Die Bevölkerung erhöhte sich zwischen 1999 und 2010 um 39,4 %.
| Jahr                       | 1962 | 1968 | 1975 | 1982 | 1990 | 1999 | 2011 | 2021   |
| Einwohner                  | 904  | 2030 | 3549 | 4631 | 5696 | 6393 | 9186 | 14.558 |
| Quellen: Cassini und INSEE |      |      |      |      |      |      |      |        |

## Sehenswürdigkeiten

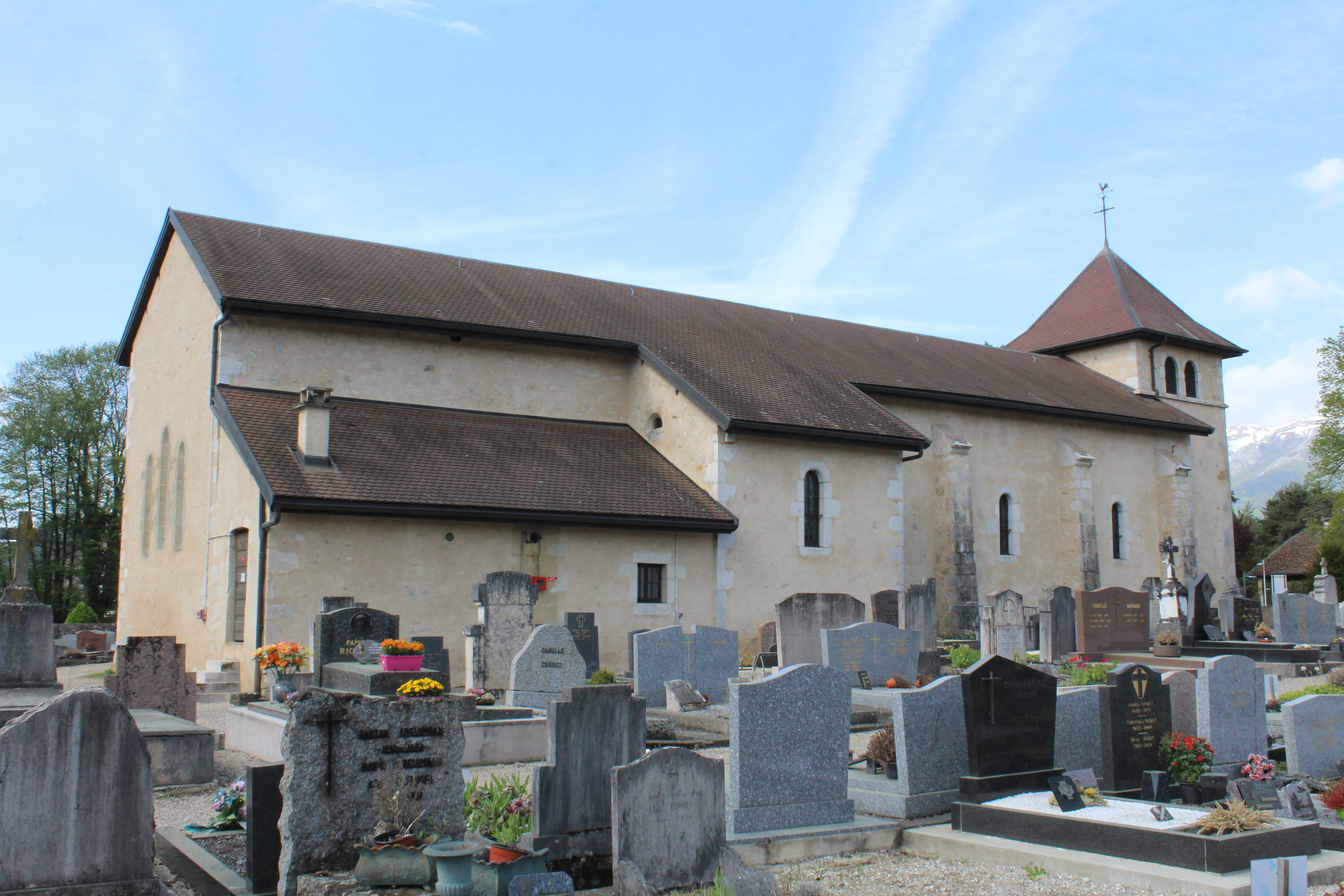
Kirche Saint-Pierre
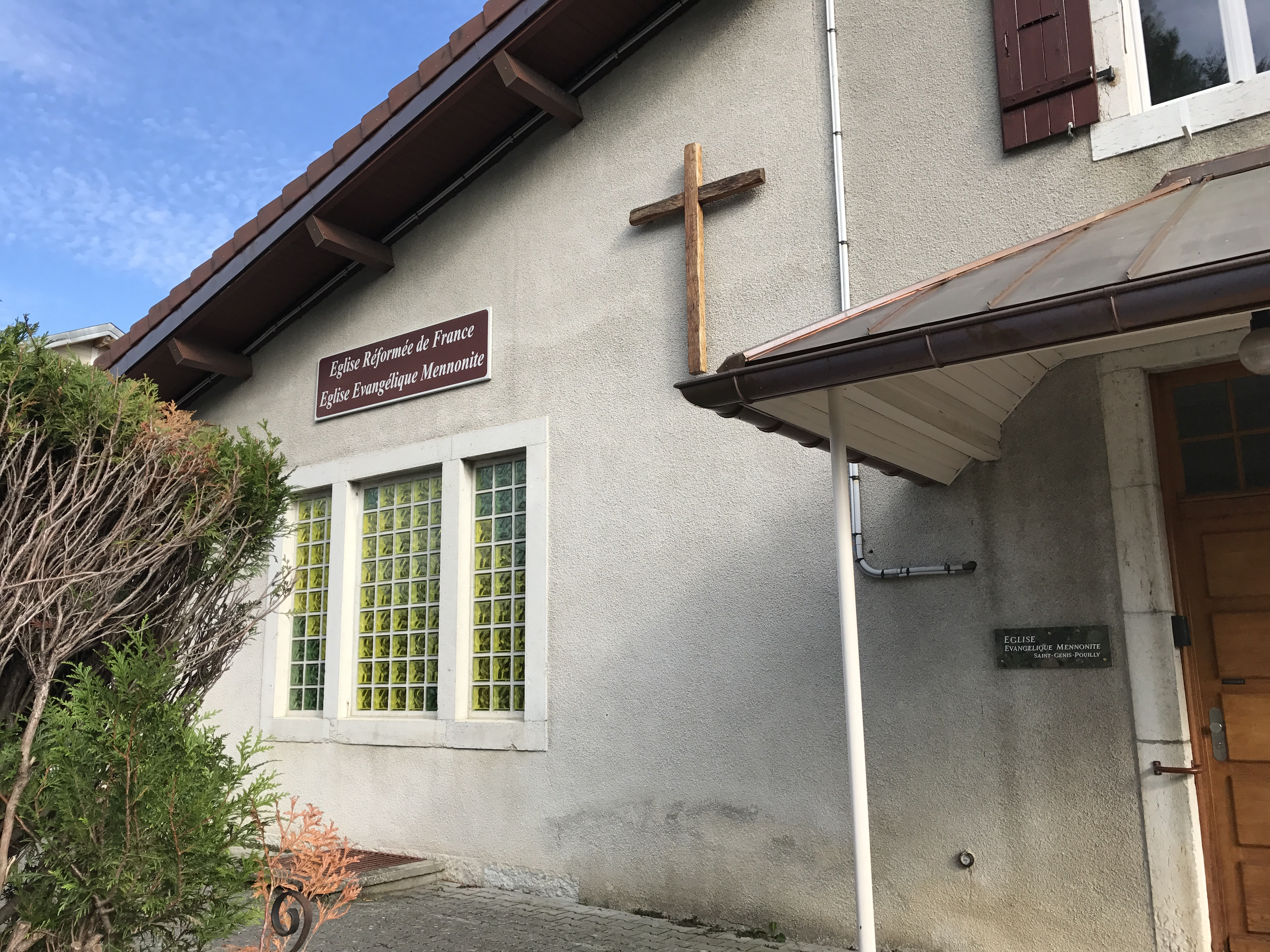
Mennonitenkirche
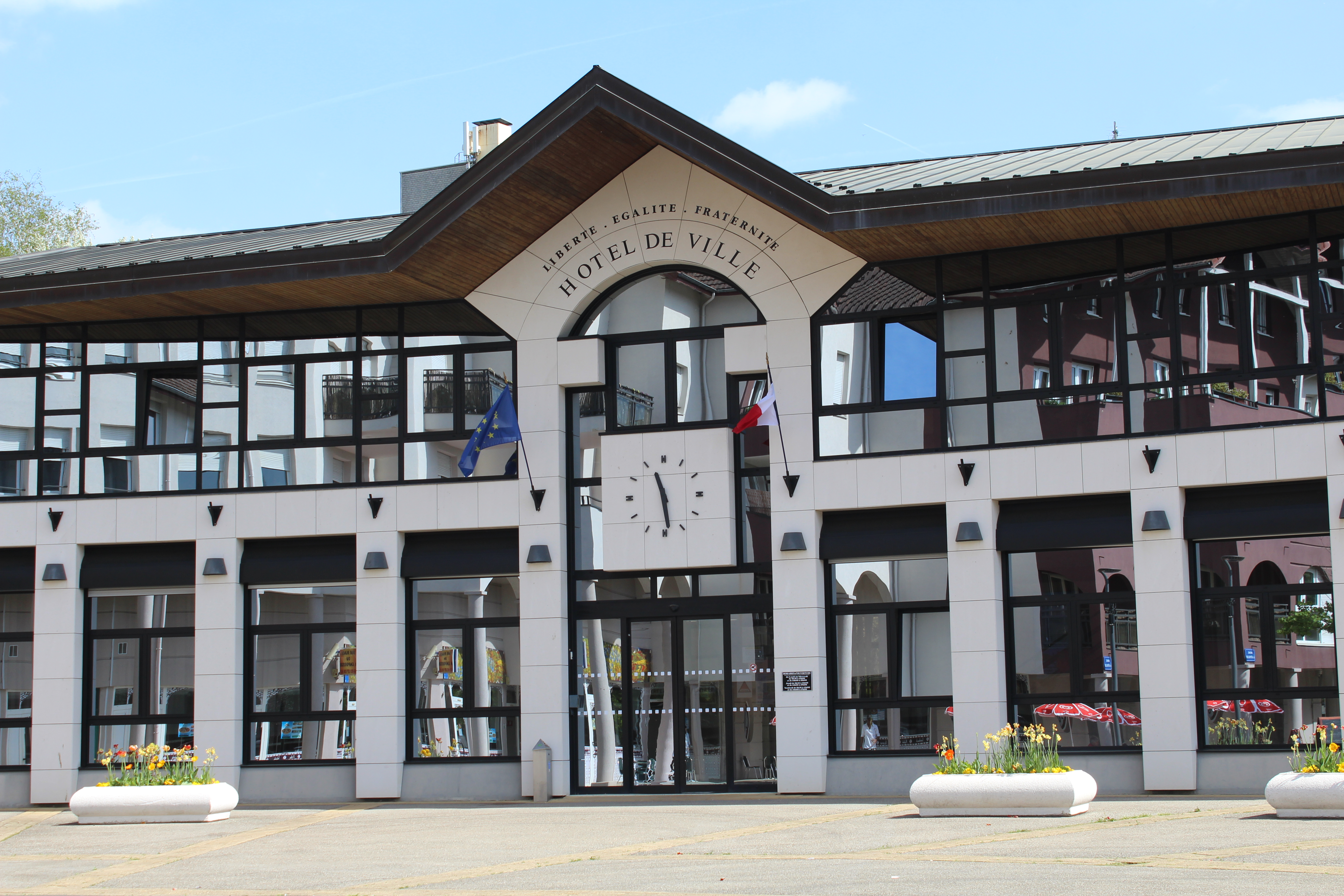
Rathaus (Hôtel de ville)
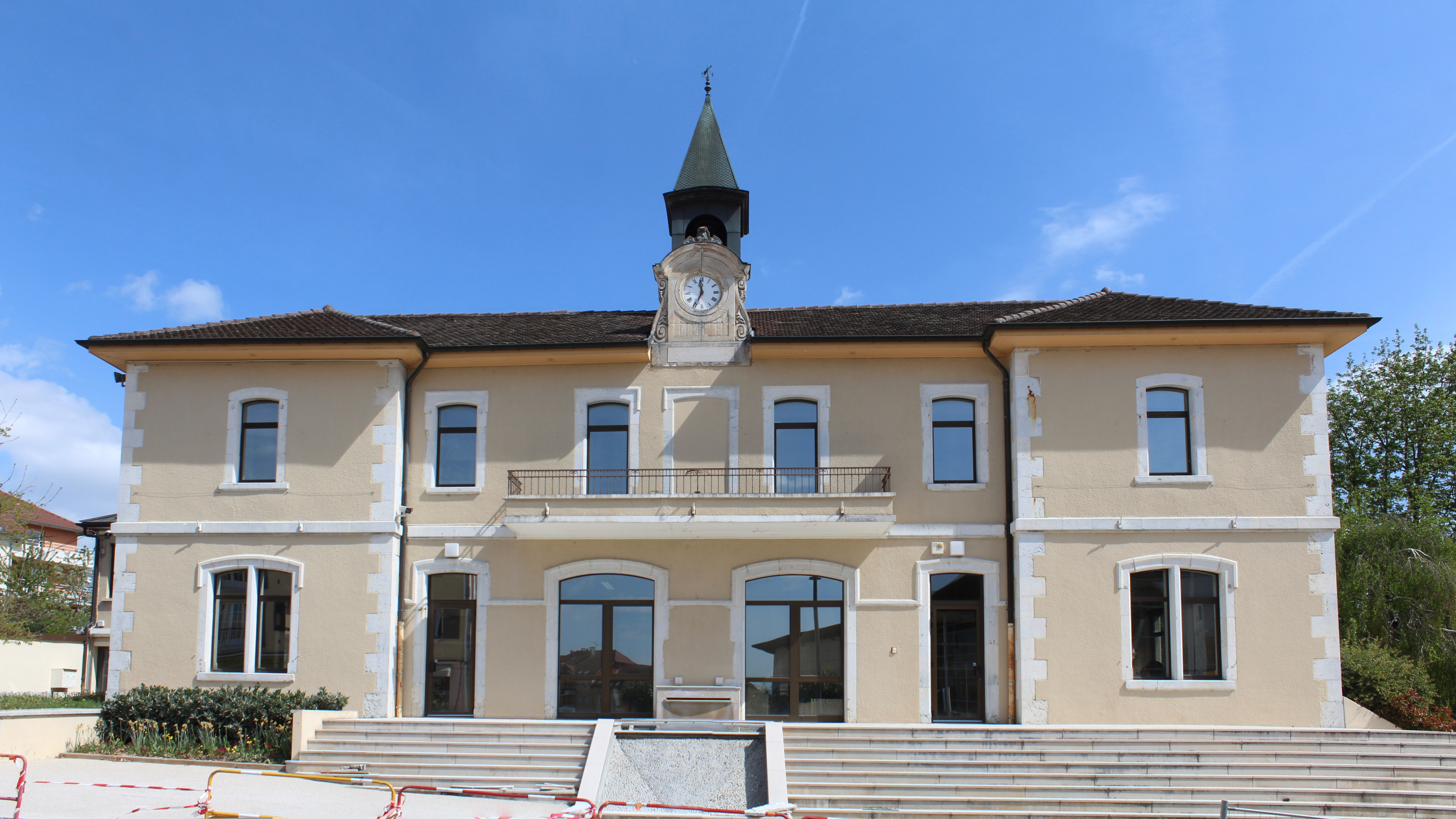
Ehemaliges Rathaus
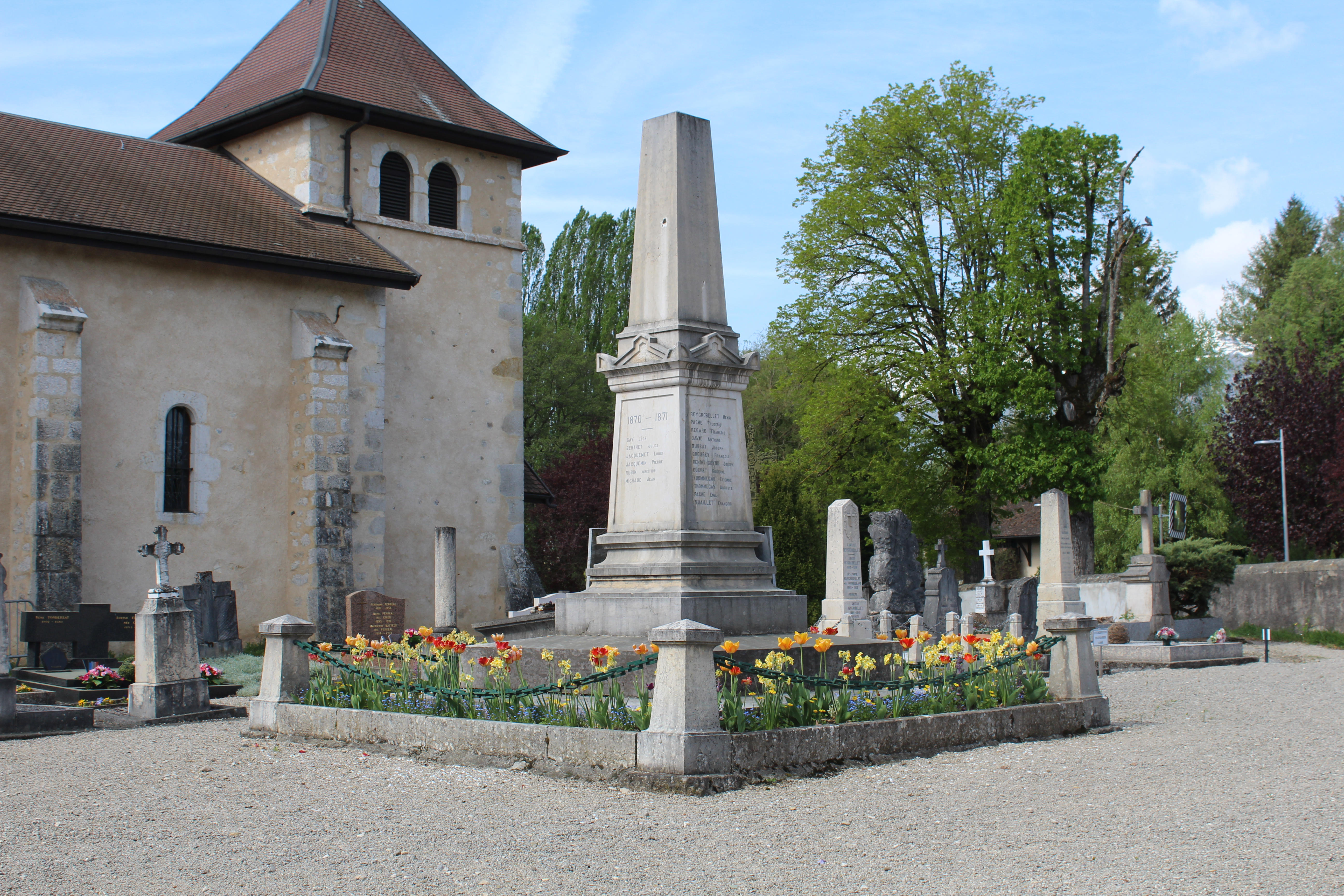
Gefallenendenkmal

- Kirche Saint-Pierre
- Mennonitenkirche
- Rathaus (Hôtel de ville)
- Ehemaliges Rathaus
- Gefallenendenkmal